# Eutima cirrhifera
Eutima cirrhifera is een hydroïdpoliep uit de familie Eirenidae. De poliep komt uit het geslacht Eutima. Eutima cirrhifera werd in 1964 voor het eerst wetenschappelijk beschreven door Kakinuma. 